# 特別刑法
特別刑法（とくべつけいほう）とは、犯罪およびそれに対する刑罰を規定する法律であって、刑法（刑法典）以外のものをいう。
本来は犯罪・刑罰を主眼として規定する法律以外であっても、その罰則規定として刑事罰が規定されている場合には、その部分を特別刑法に含めて理解することがある。
特別刑法には、行政刑法および経済刑法が一般に含まれる。行政刑法とは、行政法規における義務違反に対して刑罰を科すものであり、経済刑法は、経済取引に関する規制違反に関して刑罰を科するものである。
体系的かつ網羅的な教科書は、2008年の時点で、平野龍一らの『注解特別刑法』、伊藤栄樹らの『注釈特別刑法』、青林書院の『刑事裁判実務大系』の三つのみ。

## 日本における特別刑法
日本においては、いわゆる刑法典（刑法（明治40年法律第45号））以外の刑罰法規を総称して特別刑法という。刑罰に関する総則的規定である刑法総則は、特別刑法における刑罰規定においても同様に適用されるのが通常である。
日本における行政刑法の代表例は道路交通法であり、経済刑法には、いわゆる独占禁止法や官製談合防止法、金融商品取引法などが含まれる。
刑事手続において罪名や被疑・被告事件名を記載する際、刑法犯の場合には「殺人罪」などと罪名が記載されるが、特別刑法犯の場合には「覚せい剤取締法違反」などと法規名で記載されることが多い。

### 代表的な例
- 道路交通法
- 自動車の運転により人を死傷させる行為等の処罰に関する法律（自動車運転死傷行為処罰法）
- 覚醒剤取締法
- 麻薬及び向精神薬取締法
- 銃砲刀剣類所持等取締法（銃刀法）
- 爆発物取締罰則
- 火炎びんの使用等の処罰に関する法律（火炎びん処罰法）
- 暴力行為等処罰ニ関スル法律（暴力行為等処罰法）
- 航空機の強取等の処罰に関する法律（ハイジャック防止法）
- 軽犯罪法　など